# ヴィッツ豊田タウン
VITS豊田タウン（ヴィッツとよたタウン）は、愛知県豊田市にある商業施設。1969年（昭和44年）10月25日に開店した。

## テナント
BF、1Fが店舗で2～4Fがオフィスとして使用している。
開店当初は同市の大型商業施設の先駆けとなった。
24時間営業で700台の収納可能な有料駐車場がある。3時間無料になるフリーパーキングに加盟している。
BFに市が運営する豊田市民ギャラリーがあったが、2023年（令和5年）3月31日をもって廃止された。